# Гата (Ена)
Гата (итал. Gatta) је насеље у Италији у округу Ена, региону Сицилија.
Према процени из 2011. у насељу је живело 50 становника. Насеље се налази на надморској висини од 492 м.